# سامسونگ لایف
سامسونگ لایف (به کره‌ای: 삼성생명보험)، شرکت خدمات بیمه کره‌ای چندملیتی است، که یکی از زیرمجموعه‌های گروه سامسونگ به‌شمار می‌آید.
شرکت سامسونگ لایف در سال ۱۹۵۷ تأسیس شد و هم‌اکنون به‌عنوان بزرگترین شرکت ارائه‌دهنده خدمات بیمه در کره جنوبی محسوب می‌شود.
دفتر مرکزی این شرکت در شهر سئول، کره جنوبی قرار دارد و بخشی از سهام آن در بازار بورس کره معامله می‌شود.